# Скобки (диакритический знак)
Скобки (◌᪻, ◌᪽, ◌᪾) — диакритический знак в виде миниатюрных скобок над, под или посередине буквы, используемый в транскрипции Teuthonista и в расширениях для МФА (в обоих случаях, как правило, используется в сочетании с другими диакритическими знаками, которые в себе заключает).

## Использование
В Teuthonista скобки используются в сочетании с различными диакритическими знаками для обозначения того, что качество, выражаемое заключённым в скобки знаком, у данного звука ослабленное (для обозначения ещё большей ослабленности качества используются двойные скобки). Например, если ã обозначает носовое a, то ã᪻ — a с чуть меньшей степенью назализации, а ã᪼ — с ещё меньшей степенью.
В расширениях для МФА скобки используются сходным образом, однако помимо парных скобок могут отдельно использоваться левая и правая. Таким образом, b̥᪽ обозначает частично оглушённое b, b̥᫃ — b с начальным оглушением, b̥᫄ — b с конечным оглушением.
Квадратные скобки сверху используются в японской лингвистике.

## Кодировка
Скобки сверху, двойные скобки сверху, скобки снизу и скобки посередине были добавлены в Юникод в версии 7.0. Непарные скобки сверху и снизу, а также квадратные скобки сверху планируется внести в версии 14.0, при этом для обозначения парных скобок предполагается продолжать использовать специальные парные символы.
| Буква | Unicode | Unicode                                 | HTML              | HTML       | HTML      |
| Буква | Код     | Название                                | Шестнадцатеричное | Десятичное | Мнемоника |
| ----- | ------- | --------------------------------------- | ----------------- | ---------- | --------- |
| ◌᪼     | U+1ABC  | combining double parentheses above      | &#x1ABC;          | &#6844;    | —         |
| ◌᫁     | U+1AC1  | combining left parenthesis above left   | &#x1AC1;          | &#6849;    | —         |
| ◌᫂     | U+1AC2  | combining right parenthesis above right | &#x1AC2;          | &#6850;    | —         |
| ◌᫃     | U+1AC3  | combining left parenthesis below left   | &#x1AC3;          | &#6851;    | —         |
| ◌᫄     | U+1AC4  | combining right parenthesis below right | &#x1AC4;          | &#6852;    | —         |
| ◌᫅     | U+1AC5  | combining square brackets above         | &#x1AC5;          | &#6853;    | —         |